# チャプリネス

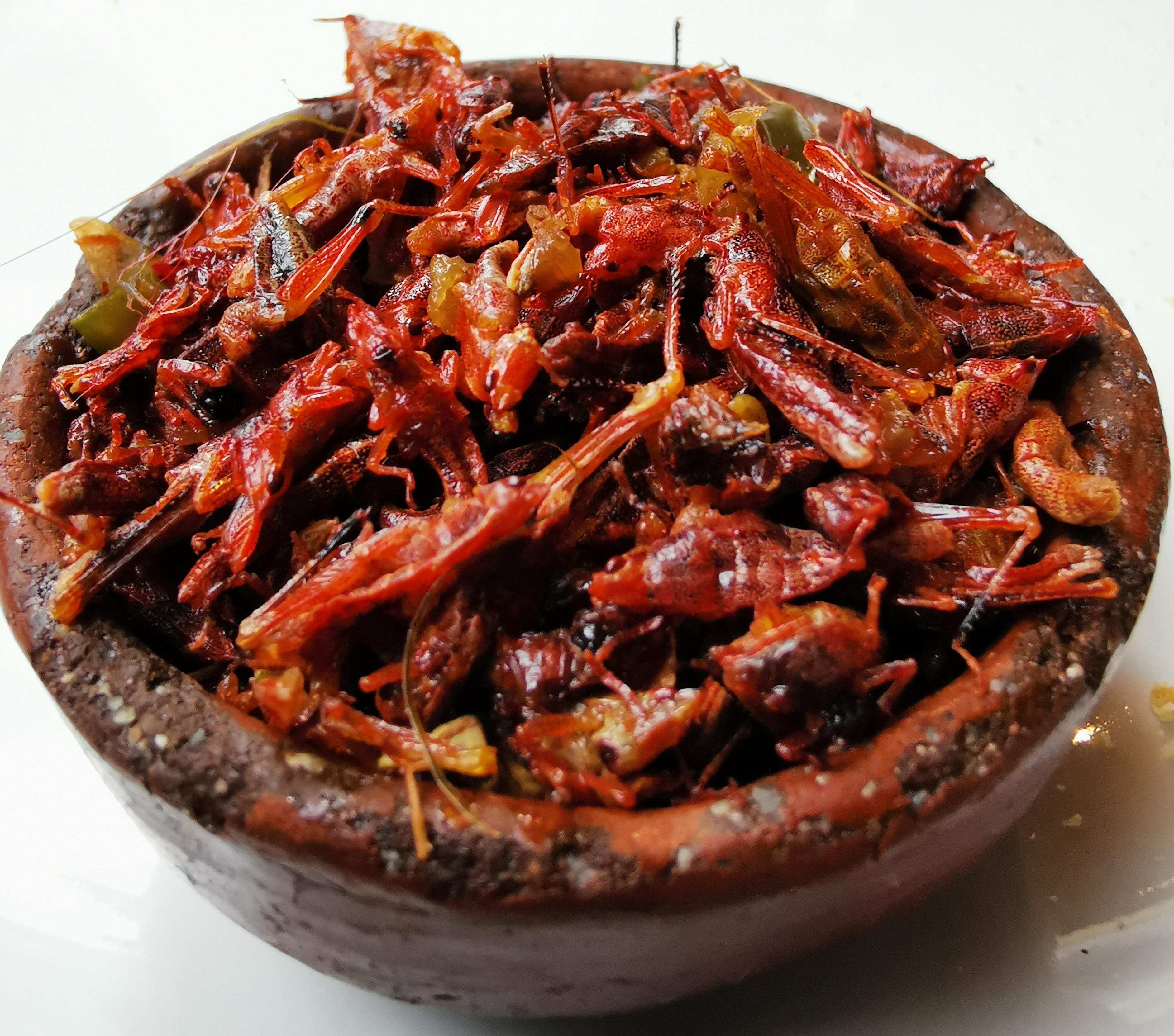
唐揚げにしたチャプリネス

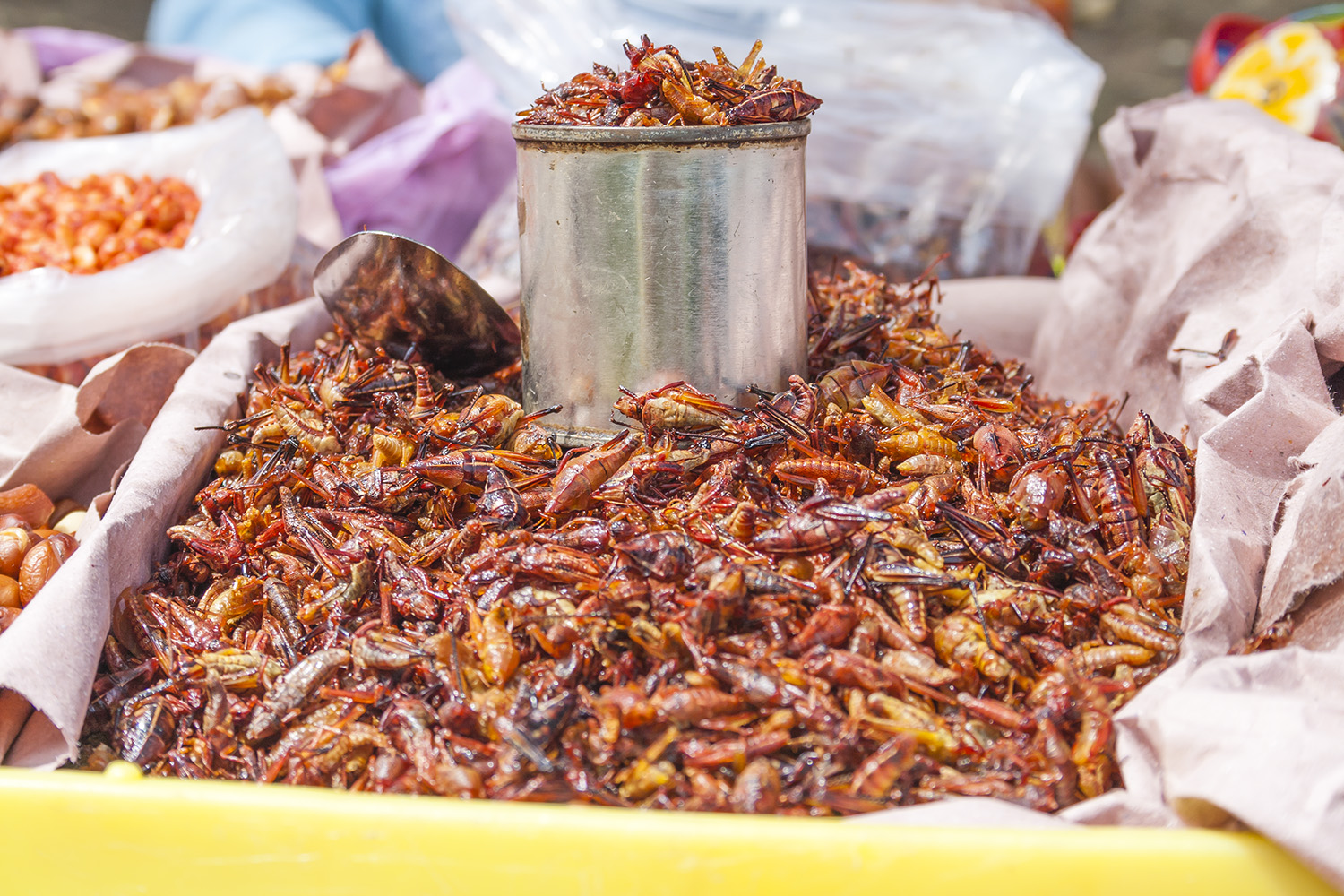
販売されるチャプリネス

チャプリネス（スペイン語: chapulines、複数形:chapulín）はメキシコのオアハカ州などに生息するイナゴの一種（オンブバッタ上科スフェナリウム属）。および、そのイナゴの一種を唐揚げにした料理名。
オアハカ州では大量の採れるため、メキシコ全土に流通している。
ニンニク、乾燥チレとで炒め揚げたものが市販されている。そのまま食する他に、ワカモレに混ぜてトルティーヤやトルティーヤ・チップスと食べる、ケサディーヤに入れる、タコスにするといったように食されている。
チャプリネスを始めとした昆虫食はスペインによるアメリカ大陸の植民地化以前から行われており、現在でも重要なタンパク源となっている。